# 高橋辰次郎
高橋 辰次郎（たかはし たつじろう、1868年9月16日（慶応4年8月1日） - 1937年12月19日）は、日本の土木技術者、実業家。基隆港・大湊港の築港計画に携わった。従三位勲三等。妻みつは榎本武與二女。　

## 経歴
岐阜県安八郡大垣町（現：大垣市）出身。大垣藩士・高橋亘、みわ夫妻の長男として生まれる。1879年に上京し、小石川の小学校、共立学校で学ぶ。1891年3月、帝国大学工科大学土木科を卒業。同年4月、内務省に土木技師として入省した。1895年、ウィリアム・K・バートンと内務省の要請で上水道敷設のため、松江市に出向いた。
1899年、台湾総督府に転じ土木技師となる。1901年11月から1902年2月まで民政部土木局長心得を務めた。1905年から1908年にかけて、土木工学調査のため欧米に出張。1907年、民政部土木局土木課長兼臨時水道課長に就任。1912年1月、民政部土木局長心得となり、基隆港、高雄港の築港計画に携わる。1915年3月に土木局長心得を退任し、土木局技師に就任。1918年、土木工学調査のためアメリカ合衆国・カナダ・パナマに出張。1919年、工学博士号を授与され、台湾電力最高顧問に就任。同年、台湾総督府を退任し離台した。
その後、東京湾土地株式会社専務となり、東京湾埋立事業に参画。1927年5月、大湊興業株式会社社長に就任。大湊港の下北埠頭埋め立て工事に取り組んだ。大倉土木株式会社顧問。

## 栄典
- 1903年（明治36年）12月11日 - 従五位[2]